# Heinz Jost

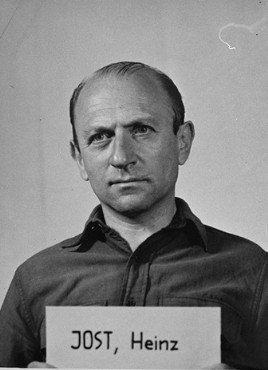
Heinz Jost während der Nürnberger Prozesse

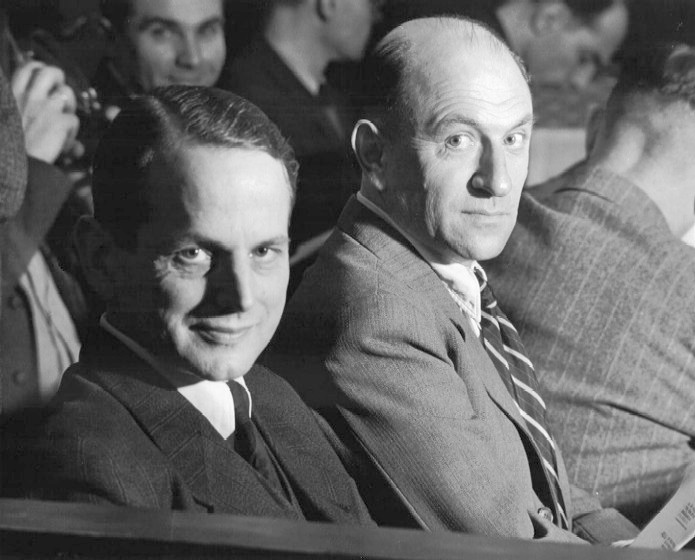
Otto Ohlendorf (links) und Heinz Jost (rechts-hinten) am 9. Februar 1948 in Nürnberg als Angeklagte des Einsatzgruppen-Prozesses

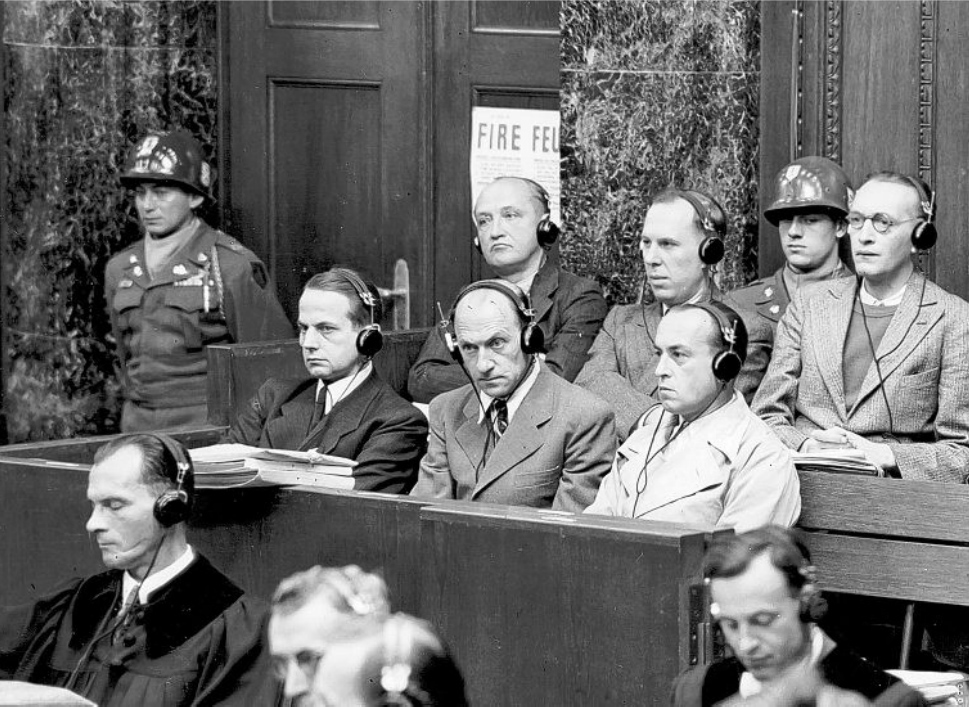
Heinz Jost in der Bildmitte (mit Kopfhörer) beim Einsatzgruppenprozess.

Heinrich Maria Karl Jost (* 9. Juli 1904 in Holzhausen; † 12. November 1964 in Bensheim) war ein deutscher Kriegsverbrecher, SS-Brigadeführer und Generalmajor der Polizei sowie Amtschef im SD-Hauptamt Amt III (SD-Ausland/Abwehr). Im Reichssicherheitshauptamt wurde er Chef des RSHA-Amtes VI (SD Ausland) und im März 1942 übernahm er das Kommando der Einsatzgruppe A.

## Leben
Jost wurde 1904 als Sohn eines Apothekers und dessen Ehefrau im nordhessischen Dorf Holzhausen, heute Stadtteil von Homberg (Efze), geboren. Er besuchte das Gymnasium in Bensheim und machte dort 1923 sein Abitur. Als Schüler wurde er Mitglied des Jungdeutschen Ordens.
Er studierte Rechtswissenschaft an den Universitäten Gießen und München. 1923 wurde er Mitglied des Corps Hassia. Im Mai 1927 absolvierte er sein Referendarexamen.

### Karriere als Nationalsozialist
Zum 1. Februar 1928 trat er in die Nationalsozialistische Deutsche Arbeiterpartei ein (Mitgliedsnummer 75.946). Im Jahr 1929 trat er auch der SA bei. In verschiedenen Funktionen war er für diese Partei in Südhessen tätig, u. a. als Ortsgruppenleiter in Lorsch und Kreispropagandaleiter. Ab 1930 ließ Jost sich dann als selbstständiger Anwalt in Lorsch nieder.
Nach der nationalsozialistischen Machtergreifung wurde er im März 1933 zum Polizeidirektor von Worms und anschließend zum Polizeidirektor von Gießen ernannt. Aus dieser Zeit stammte seine Verbundenheit mit Werner Best, der ihn für den Sicherheitsdienst (SD) gewann.
Im Juli 1934 begann seine hauptamtliche Karriere beim SD. Schnell stieg er im SD-Hauptamt zum Amtschef III (Abwehr) auf. 1938 wurde er Chef der Einsatzgruppe Dresden, die bei der Besetzung des Sudetenlandes agierte. Im August 1939 wurde er als SS-Brigadeführer (SS-Nummer 36.243) von Heydrich mit der Beschaffung polnischer Uniformen beauftragt, die für den fingierten Überfall auf den Sender Gleiwitz benötigt wurden. Nach der deutschen Besetzung Polens war Jost im September 1939 kurzzeitig Chef der Zivilverwaltung des Regierungsbezirks Zichenau.
Anschließend wurde Jost im 1939 neu entstehenden Reichssicherheitshauptamt Chef des RSHA-Amtes VI (SD Ausland), bis ihn 1941 Walter Schellenberg ablöste.
Im März 1942 übernahm Jost in der Nachfolge von Walter Stahlecker, der von Partisanen getötet worden war, das Kommando der Einsatzgruppe A und wurde Befehlshaber der Sicherheitspolizei und des SD (BdS) Ostland in Riga. Er kommandierte die Einsatzgruppe A bis September 1942. Seine letzte Aktion war unter Führung des Höhere SS- und Polizeiführers Ostland Friedrich Jeckeln die Leitung der sog. Partisanenbekämpfung im Unternehmen Sumpffieber, das vom 22. August bis 21. September dauerte. Jost leitete das „Unternehmen“ bis zum 10. September, ehe er von seinem Nachfolger Humbert Achamer-Pifrader abgelöst wurde. Es gehörte zu einer Serie von 55 großen Partisanenbekämpfungsaktionen im deutsch besetzten Weißrussland, die mindestens 150.000 Menschen den Tod brachten, 90 Prozent davon Zivilisten. Beim „Unternehmen Sumpffieber“ wurden mehr als 10.000 Menschen, davon 8350 Juden getötet, ohne dass bei den Opfern eine nennenswerte Zahl von Waffen gefunden wurde. Zudem war Himmler und Jeckeln mit dem Ergebnis unzufrieden, da die Partisanenaktivitäten auch nach der Großaktion nicht nachließen.
Jost war ursprünglich als Generalkommissar im geplanten, aber aufgrund der militärischen Entwicklung doch nicht errichteten Reichskommissariat Kaukasien vorgesehen, wurde dann aber als Beauftragter des Reichsministeriums für die besetzten Ostgebiete bei der Heeresgruppe A eingesetzt. Er war wiederholt monatelang krank. 1944/45 hielt er sich nach Michael Wildt untätig in Berlin auf. Das RSHA hatte keine Verwendung mehr für ihn. Laut Ernst Klee erfolgte im April 1944 noch eine Verwendung bei der Waffen-SS. Nach erfolgter Kur entschied Himmler im Januar 1945, dass Jost mit einer Pension aus der SS ausscheiden solle.

### Nach 1945
Im April 1945 wurde Jost bei Gardelegen festgenommen. Im Nürnberger Einsatzgruppen-Prozess wurde er 1948 zu einer lebenslangen Freiheitsstrafe verurteilt. 1951 wurde seine Strafe auf eine Haftzeit von zehn Jahren reduziert. Am 15. Dezember 1951 wurde er aus dem Kriegsverbrechergefängnis Landsberg entlassen.
Jost arbeitete anschließend bei einer Immobilienfirma in Düsseldorf. Der französische Journalist und Historiker André Brissaud traf Jost 1961 zu einem Gespräch und gab in seinem Buch Die SD-Story an, er habe zu diesem Zeitpunkt nicht gewusst, dass Jost dem Bundesnachrichtendienst angehörte. Der Historiker Gerhard Sälter wies 2022 allerdings nach, dass eine ursprünglich tatsächlich geplante Beschäftigung von Jost beim BND letztlich nicht realisiert wurde. Allerdings half Jost dem BND-Mitarbeiter und ehemaligen SD-Angehörigen Reinhard Goertz bei Anwerbeversuchen.